# 妙見山 (西脇市・丹波市)
妙見山（みょうけんざん）は、兵庫県西脇市と丹波市の境界にある標高622mの山である。丹波高地に位置する。

## 概要
妙見山は丹波高地に位置する山である。登山道は加古川線本黒田駅、若しくは、福知山線谷川駅を基点とする。近隣に位置する白山と共に、地域における信仰の対象であり、修験道の拠点となってきた山である。
妙見山の山名は、妙見菩薩、つまり、大蔵経の七佛八菩薩所説大陀羅尼神呪経に由来する真言密教の仏の一つからとられたものである。山頂近くには、今日でもこの妙見菩薩を祀る妙見堂がある。山中には、これ以外にも甞ての山岳信仰の名残を示す仏堂等の基壇が多数見られる。
なお、兵庫県内には、同様の妙見信仰に基づき、「妙見山」の名を冠する山が複数存在する。大阪府との県境に位置する能勢妙見山、養父市の但馬妙見山とは異なる山であることに注意が必要である。